# Ibarra (Equador)
Ibarra ou San Miguel de Ibarra é uma cidade do norte do Equador, capital da província de Imbabura. Está situada no pé do vulcão Imbabura e na margem esquerda rio Tahuando. Está localizada aproximadamente 72 km a nordeste de Quito. Segundo o censo de 2022 possuía 157,941 habitantes.

## História
Ibarra foi fundado em 28 de setembro de 1606 pelo capitão Cristóbal de Troya, sob ordens do então presidente da Real Audiência de Quito, Miguel de Ibarra e sob mandato do Rei Filipe III de Espanha. Belas igrejas e edifícios públicos foram construídos, mas um devastador terremoto em 16 de agosto 1868 destruiu muitos deles, e forçou a cidade a ser refundada em 1872. Baseada nesta nova data de fundação, Ibarra é a mais nova cidade do Equador.
O imperador Inca Atahualpa nasceu em Caranquí aproximadamente 2 km de Ibarra.

## Atualidade
Hoje em dia, Ibarra é uma cidade comercial popular e com muitos turistas. Possui excelente clima, casas coloniais brancas (que lhe conferem o apelido de cidade branca) e ruas pavimentadas com pedras.
A igreja de Santo Domingo abriga um museu com pinturas. A cidade é sede da Diocese de Ibarra. 
Os mercados realizam-se aos sábados e o principal festival da cidade, a Fiesta de los Lagos, ocorre no último fim de semana de setembro. Duas paradas pitorescas conhecidas como El Pregón e Virgen del Carmen ocorrem todo ano no dia 16 de julho.
Outras atrações da cidade são os inúmeros restaurantes especializados em cozinha local, clubes, discotecas e um clube de parapente bem conhecido. Também é onde se encontra o Autódromo Internacional de Yahuarcocha.